# Bomber stream

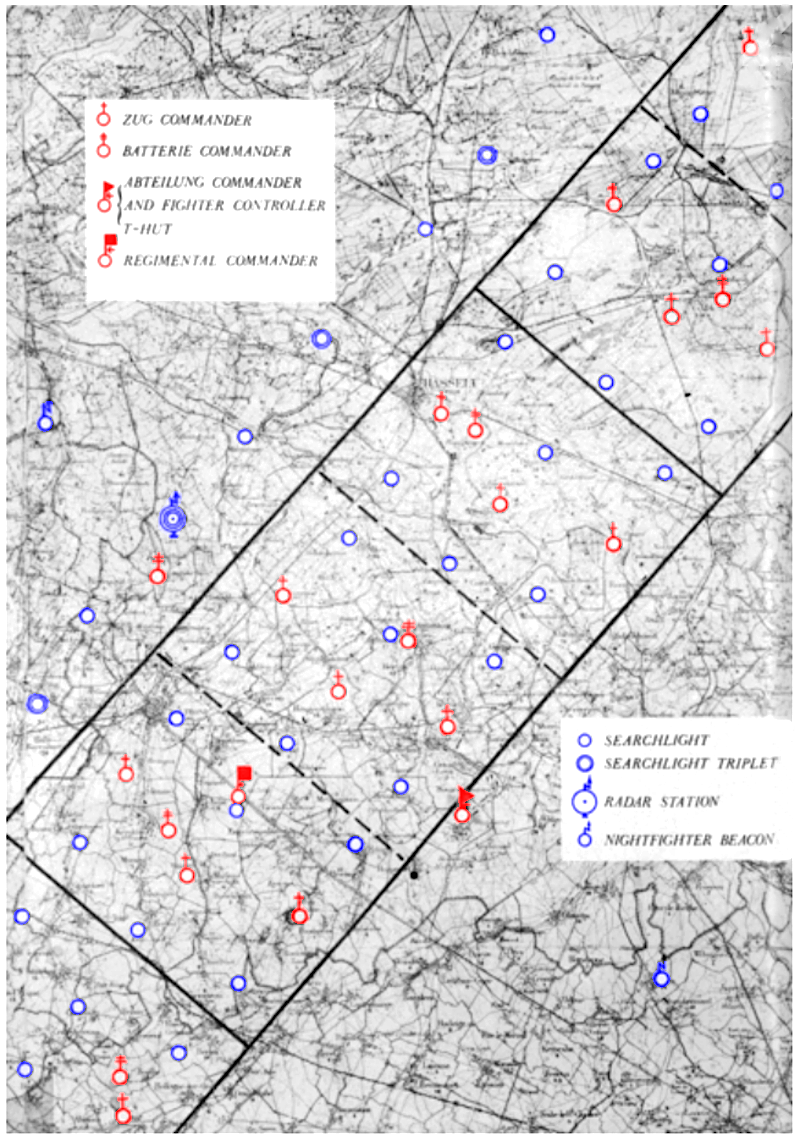
Carte d'une partie de la ligne Kammhuber montrant le « ruban » et les carrés des chasseurs de nuit à travers lesquels volait le bomber stream.

Le bomber stream (littéralement « courant » ou « flux de bombardiers »)  était une tactique inventée par la Royal Air Force Bomber Command pour déborder la lutte antiaérienne allemande de la ligne Kammhuber au cours de la Seconde Guerre mondiale.

## Situation
La ligne Kammhuber (du nom de son inventeur, le général Josef Kammhuber) était une ligne de défense antiaérienne  équipée de radars s'étendant, à partir de juillet de 1940, du Danemark à la France. Elle avait pour but de repérer et détruire les bombardiers alliés venant de Grande-Bretagne. Elle était constituée de trois zones d'environ 32 km de long selon l'axe Nord–Sud sur 20 km de large selon l'axe Est–Ouest. Il y avait dans chaque zone deux chasseurs de nuit dirigés depuis le sol surnommés Zahme Sau (sangliers apprivoisés). À l'origine, le Bomber command de la RAF faisait voler ses bombardiers en solo, chaque pilote choisissant sa propre route jusqu'à l'objectif. On voulait éviter ainsi de créer des concentrations. Mais ceci signifiait aussi que les centres d'opération de chaque cellule n'avaient à gérer qu'un seul avion à la fois, ou deux, et c'était justement pour cela que la ligne Kammhuber avait été inventée.
En analysant les pertes de leurs bombardiers et celles des chasseurs de nuit de la ligne Kammhuber, les Britanniques réalisent une des toutes premières applications de l'analyse statistique mieux connue depuis sous le nom de recherche opérationnelle. L'apparition du système de radionavigation GEE a permis aux bombardiers de la RAF de voler tous à la même vitesse et en suivant la même route en allant et en revenant de leur objectif, chaque avion se voyant allouer un niveau de vol et un créneau horaire dans le bomber stream pour réduire le risque de collision. Les données fournies par les scientifiques britanniques ont permis de calculer que le bomber stream était en mesure de saturer les six interceptions par heure que les chasseurs de nuit allemands pouvaient potentiellement mener dans chaque zone. Dès lors, il ne restait plus qu'à évaluer les pertes statistiques dues aux collisions par rapport à celles dues à la chasse ennemie pour calculer à quelle distance les avions de la RAF devaient voler les uns des autres pour minimiser leurs pertes.

## Mise en œuvre

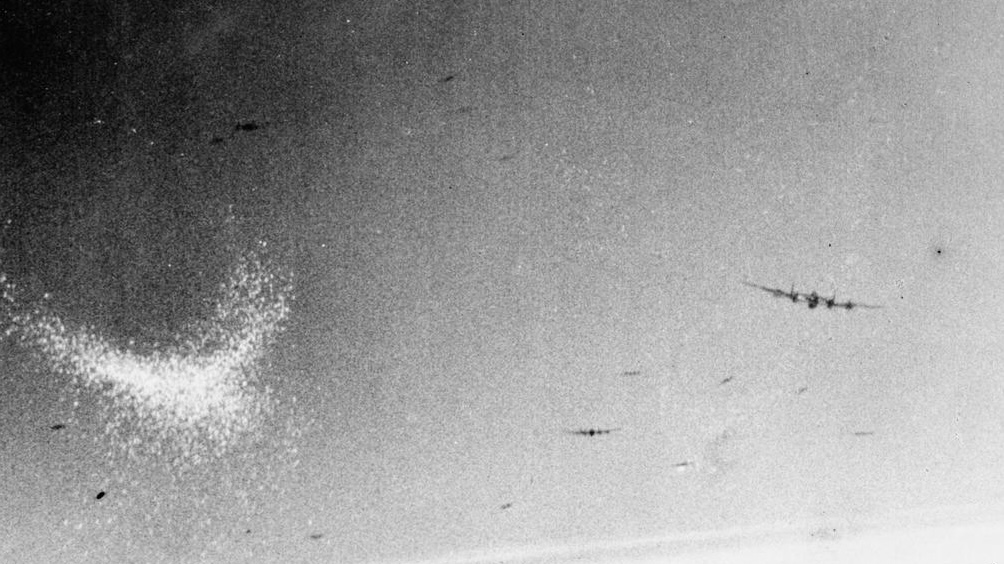
Un Lancaster à l'intérieur du bomber stream en train de larguer des paillettes de contremesure (le croissant clair sur la gauche de l'image).

À la demande pressante de Reginald Victor Jones, le Bomber command réorganisa ses attaques en vagues dirigées pour passer par le centre d'une cellule. Le bomber stream a été utilisé la première fois au cours du bombardement de Cologne la nuit du 30 au 31 mai 1942,.
La tactique s'est révélée être un succès et a été utilisée jusqu'aux derniers jours de la guerre au moment où l'organisation centrale de la défense aérienne allemande a disparu.